# Krzysztof Głowacki (bokser)
Krzysztof Henryk Głowacki (ur. 31 lipca 1986 w Wałczu) – polski bokser, były dwukrotny mistrz świata World Boxing Organization w wadze junior ciężkiej (do 200 funtów). Były młodzieżowy mistrz Polski oraz medalista mistrzostw Polski seniorów w kategorii super ciężkiej. Od 2023 roku zawodnik mieszanych sztuk walki (MMA). Były zawodnik KSW.

## Kariera bokserska

### Amatorstwo
Krzysztof Głowacki na amatorskim ringu stoczył 125 walk, z czego 102 wygrał, 20 przegrał i 3 zremisował. W latach 2003, 2004 i 2005 zdobywał złoty medal w młodzieżowych mistrzostwach Polski w boksie amatorskim. W 2007 roku został wicemistrzem Polski seniorów w kategorii super ciężkiej, a rok później zdobył brązowy medal. W latach 2006–2008 był zawodnikiem kadry olimpijskiej.

### Początki na zawodowym ringu i droga na szczyt
Głowacki zadebiutował na zawodowym ringu podczas gali boksu zawodowego, która odbyła się w hotelu "U Pietrzaków" w podwarszawskiej Zielonce. Po sześciu rundach, pokonał na punkty rodaka Mariusza Radziszewskiego.
7 listopada 2008 na gali w swojej trzeciej walce zmierzył się z Polakiem Dariuszem Ballą. Odbyła się ona w kopalni soli w Wieliczce. Głowacki wygrał przez techniczny nokaut w drugiej rundzie. Było to jego pierwsze zwycięstwo przed czasem.
Swój pierwszy pas na zawodowym ringu zdobył 20 września 2009. Głowacki zdobył wówczas wakujący pas International mało znaczącej w świecie boksu organizacji BBU, pokonując po sześciu rundach Łukasza Rusiewicza.
20 grudnia 2009 w 3 rundzie pokonał przez techniczny nokaut, byłego rywala Tomasza Adamka, Josipa Jalusicia.
2 kwietnia 2011 Głowacki stoczył pierwszą walkę po operacji łokcia z Levanem Jomardashvilim. Po trzeciej rundzie Gruzin został poddany przez narożnik.
Swój drugi pas w karierze zdobył 18 sierpnia 2011. Głowacki zwyciężył wówczas w walce z Czechem Romanem Kracikiem. Stawką pojedynku był wakujący pas Międzynarodowego Mistrza Polski. Polak pokonał Czecha przez nokaut techniczny w dziewiątej rundzie.
17 marca 2012 Krzysztof Głowacki pokonał po sześciu rundach jednogłośnie na punkty Ismaila Abdoula.
18 sierpnia 2012 Głowacki pokonał w szóstej rundzie przez techniczny nokaut Meksykanina Felipe Romero. Była to pierwsza obrona tytułu Międzynarodowego Mistrza Polski w kategorii junior ciężkiej. Stawką pojedynku był także wakujący pas WBO Inter-Continental.
17 listopada 2012 Głowacki po raz pierwszy obronił pas WBO Inter-Continental. Na gali w warszawskim Hilton Warsaw Hotel and Convention Centre pokonał przez nokaut w jedenastej rundzie Brytyjczyka Matty’ego Askina.
Po walce z Askinem Głowacki stoczył dwie walki rankingowe na krótszych, ośmiorundowych dystansach. Pierwszym rywalem Głowackiego był bokser pochodzący z Gabonu, Taylor Mabika. Polak zmierzył się z nim 20 kwietnia 2013 na gali odbywającej się w rzeszowskiej hali Podpromie. Walka zakończyła się jednogłośnym zwycięstwem na punkty Głowackiego w stosunku 78:73, 80:72 i 78:73. Drugim rywalem Główki był Jamajczyk Richard Hall, były mistrz świata federacji WBA w wadze półciężkiej. 19 października 2013 na gali zorganizowanej w kopalni soli Wieliczka, Głowacki pokonał po trzech rundach przez techniczny nokaut Jamajczyka.
14 grudnia 2013 Głowacki po raz drugi obronił pas WBO Inter-Continental. Na gali w rodzinnym Wałczu pokonał przez techniczny nokaut w dziewiątej rundzie Niemca Varola Vekiloglu.
28 czerwca 2014 w Rzeszowie pokonał jednogłośnie na punkty (80:74, 79:74 i 80:72) Belga Ismaila Abdoula (54-28-2), w rewanżowym ośmiorundowym pojedynku.
18 października 2014 po raz trzeci obronił pas WBO Inter-Continental. W walce wieczoru na gali zorganizowanej Nowym Dworze Mazowieckim pokonał przez techniczny nokaut w piątej rundzie Francuza Thierry’ego Karla.
31 stycznia 2015 na gali Wojak Boxing Night w Toruniu Głowacki zmierzył się z Albańczykiem Nurim Seferim (36-6-0) w eliminatorze do tytułu mistrza świata federacji WBO. Po dwunastu rundach wygrywając jednogłośnie na punkty 118:110, 118:110 i 120:108.

### Zdobycie tytułu mistrza świata WBO i jego utrata
14 sierpnia 2015 na gali w Prudential Center w Newark pokonał przez nokaut w jedenastej rundzie broniącego pasa po raz czternasty Marco Hucka i zdobył pas mistrza świata federacji WBO. Polak w szóstej rundzie leżał na macie, podniósł się i przetrwał ją. Podjął dalszą walkę, nie ustępując prowadzącemu nieznacznie na punkty niemieckiemu mistrzowi, i znokautował go w jedenastej rundzie. Głowacki przegrywał u wszystkich sędziów   (u jednego jednym punktem, a u dwóch pozostałych trzema).
Pierwszą walkę w obronie tytułu stoczył 16 kwietnia 2016 na nowojorskim Brooklynie. Jego rywalem był Amerykanin Steve Cunningham (28-7-1, 13 KO), który w przeszłości był dwukrotnie mistrzem świata federacji IBF w wadze junior ciężkiej. Polak wygrał pojedynek jednogłośnie na punkty 116:108 i dwukrotnie 115:109. Ponadto Cunningham w przeciągu walki aż cztery razy padał na deski (dwa razy w drugiej rundzie oraz po jednym razie w dziesiątej i dwunastej rundzie).
W drugiej obronie tytułu zmierzył się z Ołeksandrem Usykiem. Walka odbyła się 17 września 2016 podczas gali w gdańskiej Ergo Arenie. Głowacki przegrał z Ukraińcem jednogłośnie na punkty (119:109 i dwukrotnie 117:111). Podczas walki Ukrainiec nie tylko wyprowadził więcej ciosów, ale też większość jego ciosów doszła celu, zaś dzięki przewadze szybkości był w walce nieuchwytnym celem dla Polaka.
24 czerwca 2017 stoczył pojedynek na gali Polsat Boxing Night z Hiznim Altunkayą (29-0, 17 KO). Głowacki wygrał to starcie przez RTD w 5 rundzie.
30 września 2017 w Rydze, jako rezerwowy w turnieju World Boxing Super Series pokonał przez nokaut techniczny w piątej rundzie Włocha Leonardo Damiana Bruzzese (18-4, 6 KO).
10 lutego 2018 w Nysie pokonał jednogłośnie na punkty (77-74 x3)  Ukraińca Siergieja Radczenkę (6-0, 1 KO).
12 maja 2018 na gali KnockOut Boxing Night 1 w Wałczu znokautował w pierwszej rundzie Kolumbijczyka Santandera Silgado (28-5, 22 KO).

### Turniej World Boxing Super Series
29 sierpnia 2018 ogłoszono, że Głowacki weźmie udział w drugim sezonie prestiżowego turnieju World Boxing Super Series. Jego rywalem w ćwierćfinale tej imprezy został ogłoszony Maksim Własow (42-3, 25 KO). Do walki doszło 10 listopada 2018 w Chicago. Polak wygrał jednogłośnie na punkty (118:110, 117:110 i 115:112) awansując w ten sposób do półfinału turnieju i zdobywając pas tymczasowego mistrza świata organizacji WBO. Pas ten został zamieniony na pełnoprawny tytuł po przejściu Ołeksandra Usyka do wagi ciężkiej.
15 czerwca 2019 w Rydze przegrał przez techniczny nokaut w trzeciej rundzie z Łotyszem Mairisem Briedisem (26-1, 19 KO) ponownie stracił pas mistrza świata WBO w wadze junior ciężkiej i tym samym został wyeliminowany z turnieju. Pojedynek wzbudził wiele kontrowersji - Głowacki w drugiej rundzie, w ferworze walki, nieprzepisowo uderzył Briedisa w tył głowy, a ten, w ramach odwetu, wymierzył mu prosto w szczękę cios łokciem. Następnie sędzia ringowy Robert Byrd nie usłyszał gongu oznamiającego koniec drugiego starcia i pozwolił, by Polak przyjął kilka kolejnych mocnych ciosów. W międzyczasie na ringu pojawili się też sekundanci Łotysza, co jest jednoznacznie zabronione przez przepisy. Po walce obóz Głowackiego zadeklarował oprotestowanie przebiegu walki i chęć zmienienia jej rezultatu na nieodbytą.

### Kolejne walki
20 marca 2021 w londyńskiej Wembley Arena, w walce o wakujący tytuł mistrza świata wagi junior ciężkiej federacji WBO przegrał przez nokaut w szóstej rundzie z Lawrence Okolie (16-0, 13 KO).
21 stycznia 2023 w Manchester Arena, w Manchesterze przegrał przez TKO w 4. rundzie walkę z Richardem Riakporhe (16-0, 12 KO). Sędzia ringowy poddał Polaka na stojąco, gdy ten nie odpowiedział na kilka kolejnych ciosów przeciwnika.

### Koniec kariery bokserskiej i informacja o dopingu
W grudniu 2023 roku, Głowacki ogłosił, że definitywnie kończy zawodową karierę bokserską, na rzecz walk w mieszanych sztukach walki dla federacji KSW.
W styczniu 2024 roku, wyszły informacje o stosowaniu przez Głowackiego środku dopingującego w ostatnim pięściarskim starciu. Według brytyjskiej agencji antydopingowej UK Anti-Doping po walce z Richardem Riakporhe w organizmie Głowackiego wykryto tzw. boldenon (zabroniona substancja z grupy steroidów anaboliczno-androgennych). Już w kwietniu ubiegłego roku „Główka” został ukarany 4-letnim zawieszeniem. Głowacki w odniesieniu do tej sytuacji napisał oświadczenie, w którym jasno nie przyznaje się do stosowania świadomie dopingu w ciągu całej kariery.

## Pozycje w rankingach bokserskich
Głowacki po zwycięstwie z Marco Huckiem w rankingu BoxRec, awansował z czternastego na drugie miejsce, w rankingu Magazynu The Ring na trzecie miejsce. W Serwis BoxingScene rankingu Polak w limicie kategorii cruiser zajmuje pierwsze miejsce. Wyprzedza go tylko uważany za championa Yoan Pablo Hernandez a w prestiżowym rankingu stacji ESPN  został  sklasyfikowany na trzecim miejscu
Po zwycięstwie nad Steve’em Cunninghamem, Głowacki awansował na pierwsze miejsce w rankingu serwisu Boxrec.com wśród pięściarzy z kategorii junior ciężkiej, po porażce z Ołeksandrem Usykiem spadł na szóste miejsce w tymże rankingu.

## Kariera MMA

### KSW
26 kwietnia 2023 organizacja Konfrontacja Sztuk Walki, ogłosiła zakontraktowanie Głowackiego na walki w formule mieszanych sztuk walki (pot. MMA). Jego debiut dla nowego pracodawcy odbył się 3 czerwca tego samego roku, podczas gali XTB KSW 83: Colosseum 2 na Stadionie PGE Narodowym w Warszawie. Zmierzył się tam z Patrykiem Tołkaczewskim, którego znokautował po półtorej minuty rundy pierwszej niespodziewanym ciosem sierpowym z dołu, gdy jego rywal miał dosiad. Dwa dni później federacja KSW nagrodziła Głowackiego dodatkowym bonusem pieniężnym za spektakularny nokaut na rywalu.
W sierpniu 2023 roku, został nominowany przez magazyn Fighters Only do prestiżowych nagród MMA, World MMA Awards w kategorii nokaut roku. 28 marca 2024 podczas programu Koloseum – Magazyn sportów walki został oficjalnie wyróżniony statuetką Herakles w kategorii Nokaut Roku 2023 (na Patryku Tołkaczewskim).
Drugą walkę MMA miał stoczyć nieco ponad rok później na gali KSW 95 w Olsztynie, mierząc się z utytułowanym kick-bokserem, Dawidem Kasperskim. Pojedynek zakontraktowano w kategorii półciężkiej. Tuż przed zbliżającym się wydarzeniem doszło do zmian w karcie walk oraz ogłoszono, że starcie zostało przeniesione na jedną z kolejnych wydarzeń KSW. Pod koniec lipca 2024 roku, organizacja KSW poinformowała kibiców, że do niedoszłej walki dojdzie 14 września na gali XTB KSW 98 w Lubinie. Głowacki przegrał jednogłośnie na kartach punktowych.
8 marca 2025 podczas gali XTB KSW 104: Kuberski vs. Romanowski w Gorzowie Wielkopolskim miał zmierzyć się z Adamem Tomasikiem. Ponad tydzień przed wydarzeniem ogłoszono, że Tomasik wycofał się z walki, a na jego miejsce wszedł Francuz, Jordan Nandor. Starcie zakończyło się w 20 sekundzie, kiedy to Nandor nieumyślnie trafił palcem w oko Głowackiego. Po walce przekazał, że będzie musiał przejść zabieg z użyciem lasera, gdyż faul rywala uszkodził mu siatkówkę.
10 sierpnia 2025 dyrektor sportowy KSW, Wojsław Rysiewski, ogłosił rozwiązanie kontraktu z Głowackim.

## Lista zawodowych walk w boksie
| Wynik     | Rekord | Przeciwnik (bilans przed walką) | Rozstrzygnięcie | Runda/Czas  | Data       | Miejsce                                         | Uwagi |
| --------- | ------ | ------------------------------- | --------------- | ----------- | ---------- | ----------------------------------------------- | --- |
| Przegrana | 32-4   | Richard Riakporhe (15-0)        | TKO             | 4/10        | 21.01.2023 | Manchester Arena, Manchester                    | |
| Wygrana   | 32-3   | Francisco Rivas Ruiz (16-3)     | TKO             | 4/10        | 30.04.2022 | Hala Sportowa MOSiR, Wałcz                      | |
| Przegrana | 31-3   | Lawrence Okolie (15-0)          | KO              | 6/12        | 20.03.2021 | Wembley Arena, Londyn                           | Pojedynek o mistrzostwo świata WBO w wadze junior ciężkiej.                                                                                     |
| Przegrana | 31-2   | Mairis Briedis (25-1)           | TKO             | 3           | 15.06.2019 | Arēna Rīga, Ryga                                | Stracił pas mistrza WBO w wadze junior ciężkiej. Półfinał turnieju World Boxing Super Series w wadze junior ciężkiej.                           |
| Wygrana   | 31-1   | Maksym Własow (42-2)            | UD              | 12          | 10.11.2018 | UIC Pavilion, Chicago                           | Zdobył tymczasowy pas mistrza WBO w wadze junior ciężkiej. Ćwierćfinał turnieju World Boxing Super Series w wadze junior ciężkiej.              |
| Wygrana   | 30-1   | Santander Silgado (28-4)        | KO              | 1           | 12.05.2018 | Hala Sportowa MOSiR, Wałcz                      | |
| Wygrana   | 29-1   | Serhii Radchenko (6-0)          | UD              | 8           | 10.02.2018 | Hala widowiskowo-sportowa w Nysie, Nysa         | |
| Wygrana   | 28-1   | Leonardo Bruzzese (18-3)        | KO              | 5           | 30.09.2017 | Arēna Rīga, Ryga                                | |
| Wygrana   | 27-1   | Hizni Altunkaya (29-0)          | TKO             | 6           | 24.06.2017 | Ergo Arena, Gdańsk/Sopot                        | |
| Przegrana | 26-1   | Ołeksandr Usyk (9-0)            | UD              | 12          | 17.09.2016 | Ergo Arena, Gdańsk/Sopot                        | Stracił pas mistrza WBO w wadze junior ciężkiej.                                                                                                |
| Wygrana   | 26-0   | Steve Cunningham (28-7-1)       | UD              | 12          | 16.04.2016 | Barclays Center, Nowy Jork                      | Obronił pas mistrza WBO w wadze junior ciężkiej.                                                                                                |
| Wygrana   | 25-0   | Marco Huck (38-2-1)             | KO              | 11          | 14.08.2015 | Prudential Center, Newark                       | Zdobył pas mistrza WBO w wadze junior ciężkiej.                                                                                                 |
| Wygrana   | 24-0   | Nuri Seferi (36-6)              | UD              | 12          | 18.01.2015 | Arena Toruń, Toruń                              | Zdobył pas mistrza WBO European w wadze junior ciężkiej.                                                                                        |
| Wygrana   | 23-0   | Thierry Karl (31-5)             | KO              | 5/12, 2:37  | 18.10.2014 | NOSiR, Nowy Dwór Mazowiecki                     | Obronił pas mistrza WBO Inter-Continental w wadze junior ciężkiej.                                                                              |
| Wygrana   | 22-0   | Ismail Abdoul (54-28-2)         | UD              | 8           | 28.06.2014 | Hala Podpromie w Rzeszowie, Rzeszów             | |
| Wygrana   | 21-0   | Varol Vekiloglu (20-5-1)        | TKO             | 4/8         | 19.10.2013 | Hala Sportowa MOSiR, Wałcz                      | Obronił pas mistrza WBO Inter-Continental w wadze junior ciężkiej.                                                                              |
| Wygrana   | 20-0   | Richard Hall (30-13)            | TKO             | 9/12, 2:21  | 14.12.2013 | Kopalnia soli Wieliczka, Wieliczka              | |
| Wygrana   | 19-0   | Taylor Mabika (9-1)             | UD              | 8           | 20.04.2013 | Hala Podpromie w Rzeszowie, Rzeszów             | |
| Wygrana   | 18-0   | Matty Askin (14-1)              | KO              | 11/12, 1:16 | 17.11.2012 | Hilton Hotel and Convention Centre, Warszawa    | Obronił pas mistrza WBO Inter-Continental w wadze junior ciężkiej.                                                                              |
| Wygrana   | 17-0   | Felipe Romero (15-5-1)          | TKO             | 6/12, 2:59  | 18.08.2012 | Amfiteatr, Międzyzdroje                         | Obronił pas międzynarodowego mistrza Polski w wadze junior ciężkiej. Zdobył wakujący pas mistrza WBO Inter-Continental w wadze junior ciężkiej. |
| Wygrana   | 16-0   | Ismail Abdoul (42-23-2)         | UD              | 6           | 03.12.2011 | Hala Lodowa MOSiR, Krynica Zdrój                | |
| Wygrana   | 15-0   | Konstantin Semerdjiev (30-13-2) | TKO             | 2/6, 0:41   | 03.12.2011 | Hilton Hotel and Convention Centre, Warszawa    | |
| Wygrana   | 14-0   | Paata Berikashvili (7-11-1)     | RTD             | 6           | 14.11.2011 | Kopalnia soli Wieliczka, Wieliczka              | |
| Wygrana   | 13-0   | Roman Kracik (32-6-1)           | TKO             | 9/10, 2:15  | 18.08.2011 | Amfiteatr, Międzyzdroje                         | Zdobył wakujący pas międzynarodowego mistrza Polski w wadze junior ciężkiej.                                                                    |
| Wygrana   | 12-0   | Levan Jomardashvili (20-3)      | RTD             | 3/6, 3:00   | 02.04.2011 | Hala sportowo-widowiskowa Łuczniczka, Bydgoszcz | |
| Wygrana   | 11-0   | Patrick Berger (6-3)            | TKO             | 3/6, 0:59   | 12.06.2010 | Hala Lodowa MOSiR, Krynica Zdrój                | |
| Wygrana   | 10-0   | Remigijus Ziausys (9-25-2)      | UD              | 6           | 07.03.2010 | Hilton Hotel and Convention Centre, Warszawa    | |
| Wygrana   | 9-0    | Jonathan Pasi (2-12-2)          | TKO             | 3/6, 1:38   | 06.02.2010 | Hala Podpromie w Rzeszowie, Rzeszów             | |
| Wygrana   | 8-0    | Josip Jelušić (10-16-1)         | TKO             | 3/6, 1:37   | 20.12.2009 | Hala Sportowa OSiR, Grodzisk Mazowiecki         | |
| Wygrana   | 7-0    | Łukasz Rusiewicz (7-6)          | PTS             | 6           | 20.09.2009 | Hala ICSiR, Józefów                             | Zdobył wakujący pas mistrzowski BBU International w wadze junior ciężkiej.                                                                      |
| Wygrana   | 6-0    | Kaspars Ozoliņš (3-0)           | KO              | 1/4, 3:00   | 18.08.2009 | Amfiteatr, Międzyzdroje                         | |
| Wygrana   | 5-0    | Jevgenijs Andrejevs (4-26)      | PTS             | 4           | 31.05.2009 | Centrum Sportu i Rekreacji, Warka               | |
| Wygrana   | 4-0    | Anton Lascek (5-46-5)           | KO              | 1/4, 1:23   | 14.12.2008 | Hala Włókniarza, Białystok                      | |
| Wygrana   | 3-0    | Dariusz Balla (1-3)             | TKO             | 2/4, 1:20   | 07.11.2008 | Kopalnia soli Wieliczka, Wieliczka              | |
| Wygrana   | 2-0    | Klaids Kristapsons (0-8)        | UD              | 4           | 26.10.2008 | Hala Sportowa AON, Rembertów                    | |
| Wygrana   | 1-0    | Mariusz Radziszewski (0-2)      | PTS             | 6           | 03.10.2008 | Hotel "U Pietrzaków, Zielonka                   | |

Legenda: TKO – techniczny nokaut, KO – nokaut, UD – jednogłośna decyzja, SD- niejednogłośna decyzja, MD – decyzja większości, PTS – walka zakończona na punkty, RTD – techniczna decyzja sędziów

## Lista zawodowych walk w MMA
| Wynik     | Rekord  | Przeciwnik (bilans przed walką) | Rozstrzygnięcie                     | Runda | Czas | Rozgrywki                            | Data       | Miejsce             | Uwagi                                              |
| --------- | ------- | ------------------------------- | ----------------------------------- | ----- | ---- | ------------------------------------ | ---------- | ------------------- | -------------------------------------------------- |
| Nieodbyta | 1-1 (1) | Jordan Nandor (1-0)             | No contest (nieumyślny palec w oko) | 1     | 0:20 | XTB KSW 104: Kuberski vs. Romanowski | 08.03.2025 | Gorzów Wielkopolski |                                                    |
| Przegrana | 1-1     | Dawid Kasperski (1-0)           | Decyzja (jednogłośna)               | 3     | 5:00 | XTB KSW 98: Paczuski vs. Zerhouni    | 14.09.2024 | Lubin               | Debiut i przejście do wagi półciężkiej.            |
| Wygrana   | 1-0     | Patryk Tołkaczewski (0-0)       | KO (lewy sierpowy z dołu)           | 1     | 1:33 | XTB KSW 83: Colosseum 2              | 03.06.2023 | Warszawa            | Debiut w wadze ciężkiej. Bonus za nokaut wieczoru. |